# Đô thị của Tây Ban Nha
Đô thị là đơn vị hành chính cấp cơ sở của Tây Ban Nha. Tiếng Tây Ban Nha gọi là municipio. Chính quyền đô thị gọi là Ayuntamiento và người đứng đầu chính quyền gọi là Alcalde. Giúp việc cho người đứng đầu chính quyền đô thị là các trợ lý (Tenientes de Alcalde) và hội đồng đô thị (Pleno). Những đô thị nào có quy mô dân số trên 5000 người thì còn có ủy ban thường vụ (Comisión de Gobierno). Còn những đô thị có quy mô dân số chưa đến 50 người thì chính quyền bao gồm Alcalde và hội nghị nhân dân (Asamblea vecinal) gồm các thành viên do toàn thể dân trong đô thị bầu cử trực tiếp ra.
Hội đồng đô thị (Pleno) gồm các thành viên do nhân dân trong đô thị trực tiếp bầu ra. Họ có nhiệm kỳ là 4 năm. Số lượng thành viên hội đồng đô thị tùy thuộc vào quy mô dân số của đô thị. Riêng các đô thị có dưới 50 dân thì không có hội đồng mà chỉ có hội nghị nhân dân.
Người đứng đầu chính quyền đồng thời là chủ tịch hội đồng đô thị do hội đồng này bầu ra.
Chính quyền đô thị được phân cấp các chức năng sau: giữ gìn trị an, chỉnh trang đường phố và đường cho người đi bộ, phòng cháy chữa cháy, quy hoạch và giữ gìn trật tự đô thị, giữ gìn các di sản lịch sử văn hóa, giữ gìn môi trường, bảo hộ người tiêu dùng, vệ sinh công cộng, một số công việc y tế công cộng và giáo dục, các công tác phúc lợi, nghĩa trang, cấp thoát nước, phát triển du lịch, văn hóa, thể thao.
Đây là một danh sách các đô thị ở các tỉnh của Tây Ban Nha:

Đô thị ở Tây Ban Nha. 2004

| Mười đô thị lớn nhất | Đô thị                     | Vùng               | 2006      |
| -------------------- | -------------------------- | ------------------ | --------- |
| 1                    | Madrid                     | Cộng đồng Madrid   | 3.128.600 |
| 2                    | Barcelona                  | Catalonia          | 1.605.602 |
| 3                    | Valencia                   | Cộng đồng Valencia | 852.304   |
| 4                    | Sevilla                    | Andalusia          | 704.414   |
| 5                    | Zaragoza                   | Aragon             | 649.181   |
| 6                    | Málaga                     | Andalusia          | 560.631   |
| 7                    | Murcia                     | Vùng Murcia        | 416.996   |
| 8                    | Las Palmas de Gran Canaria | Quần đảo Canaria   | 377.056   |
| 9                    | Palma de Mallorca          | Quần đảo Baleares  | 375.048   |
| 10                   | Bilbao                     | Xứ Basque          | 354.145   |

## A
- Đô thị ở A Coruña
- Đô thị ở Álava
- Đô thị ở Asturias
- Đô thị ở Avila

## B
- Đô thị ở Badajoz
- Đô thị ở Barcelona
- Đô thị ở Burgos
- Đô thị ở Quần đảo Balears

## C
- Đô thị ở Cáceres
- Đô thị ở Cádiz
- Đô thị ở Cantabria
- Đô thị ở Castellón
- Đô thị ở Ciudad Real
- Đô thị ở Córdoba
- Đô thị ở Cuenca

## G
- Đô thị ở Girona
- Đô thị ở Granada
- Đô thị ở Guadalajara
- Đô thị ở Guipúzcoa

## H
- Đô thị ở Huelva
- Đô thị ở Huesca

## J
- Đô thị ở Jaén

## L
- Đô thị ở Las Palmas
- Đô thị ở León
- Đô thị ở Lleida
- Đô thị ở Lugo

## M
- Đô thị ở Madrid
- Đô thị ở Málaga
- Đô thị ở Murcia

## N
- Đô thị ở Navarre

## O
- Đô thị ở Ourense

## P
- Đô thị ở Palencia
- Đô thị ở Pontevedra

## R
- Đô thị ở La Rioja

## S
- Đô thị ở Salamanca
- Đô thị ở Santa Cruz de Tenerife
- Đô thị ở Segovia
- Đô thị ở Sevilla
- Đô thị ở Soria

## T
- Đô thị ở Tarragona
- Đô thị ở Teruel
- Đô thị ở Toledo

## V
- Đô thị ở Valencia
- Đô thị ở Valladolid
- Đô thị ở Vizcaya

## Z
- Đô thị ở Zamora
- Đô thị ở Zaragoza

## Danh sách các đô thị theo vùng hành chính
- Đô thị ở Andalusia
- Đô thị ở Aragon
- Đô thị ở Asturias
- Đô thị ở Quần đảo Baleares
- Đô thị ở Quần đảo Canaria
- Đô thị ở Cantabria
- Đô thị ở Castile-La Mancha
- Đô thị ở Castile-León
- Đô thị ở Catalonia
- Munictalonia
- Đô thị ở Extremadura
- Đô thị ở Galicia
- Đô thị ở Cộng đồng Madrid
- Đô thị ở Vùng Murcia
- Đô thị ở Navarre
- Đô thị ở Xứ Basque
- Đô thị ở La Rioja
- Đô thị ở cộng đồng Valencia

## Danh sách các thành phố tự trị
- Ceuta
- Melilla